# لودفيغسشتادت
لُودڤِيغسشَتَادت (بالألمانية: Ludwigsstadt) هي بلدة ألمانية تقع في ألمانيا في بافاريا. يقدر عدد سكانها بـ 3,737 نسمة .

## أعلام
- فريتز فيشر
- إرنست كاب
- ألكسندر كاب